# Mainà de Mindanao
El mainà de Mindanao (Goodfellowia miranda; syn: Basilornis mirandus) és una espècie d'ocell de la família dels estúrnids (Sturnidae). És endèmic dels boscos de Mindanao, a les Filipines. El seu estat de conservació es considera gairebé amenaçat.

## Taxonomia
El mainà de Mindanao anteriorment estava classificat en el gènere Basilornis, però el 2021 el Congrés Ornitològic Internacional el va reclassificar a Goodfellowia (el gènere en què s'havia va descriure inicialment l'espècie), prenent per base els resultats d'estudis filogenètics. El nom del gènere fa honor a l'ornitòleg Walter Goodfellow. El seu nom específic, mirandus, significa 'meravellós' en llatí.